# Lago di Baldegg
Il lago di Baldegg (in tedesco: Baldeggersee) è un lago della Svizzera centrale, situato nel Canton Lucerna.